# Вернье, Пьер (актёр)
Пьер Луи Райер (фр. Pierre Louis Rayer; 25 мая 1931[…], Сен-Жан-д’Анжели, Приморская Шаранта, Франция — 9 октября 2024, Ош, Жер, Франция) — французский актёр.

## Биография
Пьер Вернье родился 25 мая 1931 года в Сен-Жан-д'Анжели.
Будучи студентом Национальной высшей консерватории драматического искусства, он познакомился с актёрами, которые сопровождали его на протяжении всей карьеры: Жан-Поль Бельмондо, Жан-Пьер Марьель, Жан Рошфор, Бруно Кремер.
Известность к нему пришла благодаря телесериалу «Рокамболь», снятому по роману Понсона дю Террайля. С тех пор он сотрудничал с величайшими режиссёрами, в основном во второстепенных ролях: Анри Верней, Андре Дельво, Жак Дере, Джозеф Лоузи, Клод Лелуш, Жан-Даниэль Верх, Валери Лемерсье и другие. В 2008 году он сыграл Шарля де Голля в кинокартине «Прощай де Голль, прощай».
Он несколько раз играл со своими коллегами Жан-Полем Бельмондо и Жан-Пьером Марьелем в театре и кино.
После смерти Бельмондо он и Франсуаза Фабиан стали последними оставшимися в живых участниками знаменитого «Консерваторского оркестра» — группе комиков при парижской Консерватории драматического искусства.
Вернье скончался 9 октября 2024 года в возрасте 93 лет.